# Ozoroa schinzii
Ozoroa schinzii är en sumakväxtart som först beskrevs av Adolf Engler, och fick sitt nu gällande namn av R. & A. Fernandes. Ozoroa schinzii ingår i släktet Ozoroa och familjen sumakväxter. Inga underarter finns listade i Catalogue of Life.